# Stenhomalus mecops
Stenhomalus mecops är en skalbaggsart som beskrevs av Holzschuh 1990. Stenhomalus mecops ingår i släktet Stenhomalus och familjen långhorningar. Inga underarter finns listade i Catalogue of Life.